# Atomic (canción)
«Atomic» es una canción de la banda estadounidense de new wave Blondie, publicada en abril de 1980 como cuarto y último sencillo de su cuarto álbum de estudio Eat to the Beat (1979). La canción fue compuesta por Jimmy Destri y Deborah Harry.

## Listas musicales de sencillos
| Lista (1980)                       | Posición máxima |
| ---------------------------------- | --------------- |
| Australia (Kent Music Report)      | 12              |
| Austria                            | 5               |
| Belgium (Ultratop 50 Flanders)     | 8               |
| Canada (RPM 100 Singles)           | 57              |
| Dutch NVPI Charts                  | 17              |
| France SNEP Singles Chart          | 6               |
| German Media Control Singles Chart | 20              |
| Irish Singles Chart                | 3               |
| New Zealand RIANZ Singles Chart    | 7               |
| Norway                             | 5               |
| UK Singles Chart                   | 1               |
| US Billboard Hot 100               | 39              |

- Datos: Q291218